# Закарийя
Закарийя́ (араб. زكريا‎) — исламский пророк, посланный к народу Бану Исраил, отец пророка Яхьи (Иоанна Крестителя). Упомянут в Коране 7 раз. Отождествляется с библейским священником Захарией.

## Пророческая деятельность

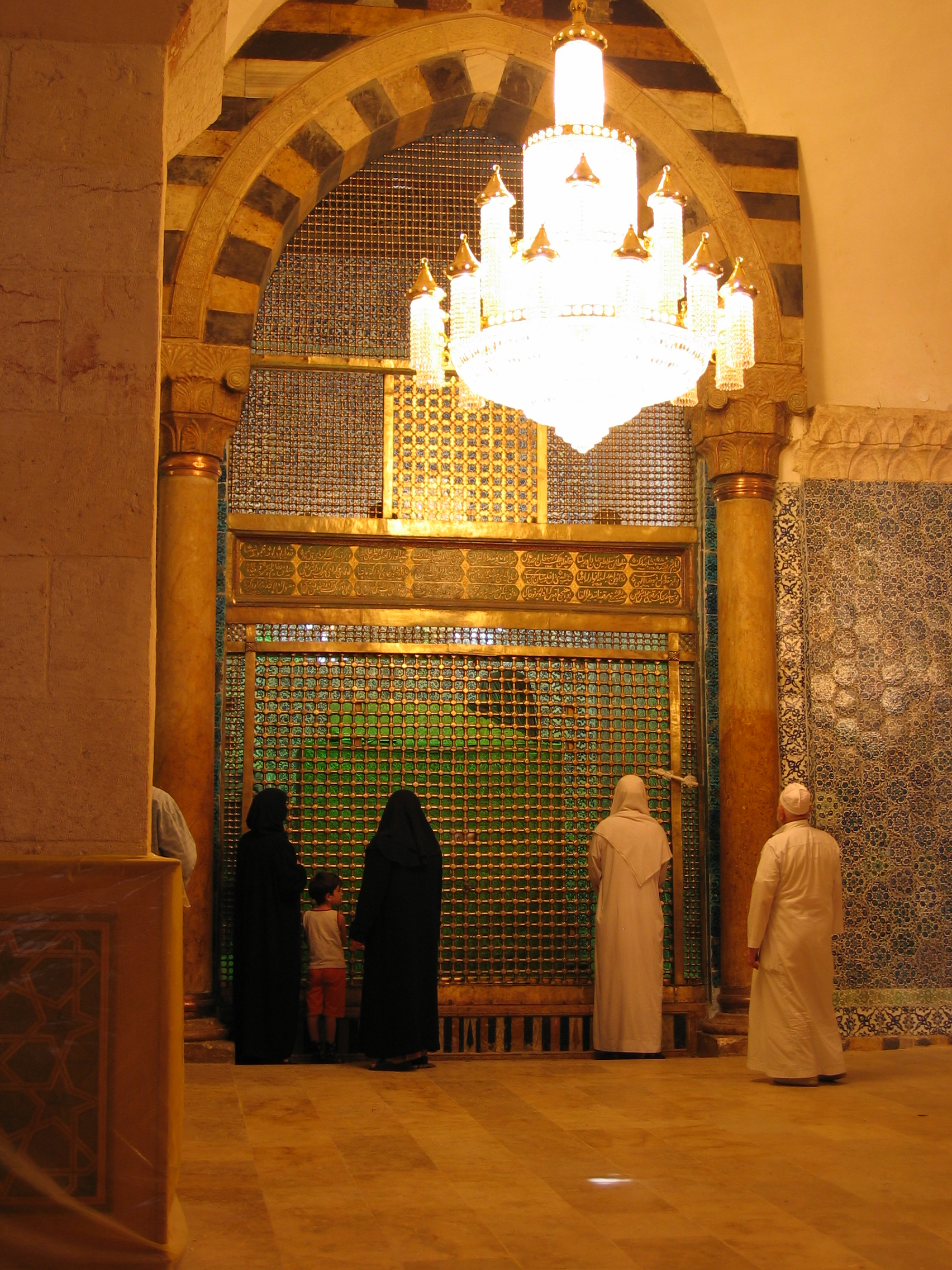
Гробница Закарийи в Алеппо, Сирия

Его полное имя: Абу́ Яхья́ Закарийя́ ибн Барахийя́ (Да́н) ибн Му́слим ибн Суду́к ибн Хашба́н ибн Да́вуд ибн Сулайма́н ибн Муслим ибн Сади́ка ибн Барахийя́ ибн Бала́на ибн На́хур ибн Шалу́м ибн Бахфа́шат ибн И́намен ибн Рохбоа́м ибн Сулайма́н ибн Да́вуд (араб. زكريا بن برخيا ويقال زكريا بن دان، ويقال زكريا بن لدن بن مسلم بن صدوق بن حشبان بن داود بن سليمان بن مسلم بن صديقة بن برخيا بن بلعاطة بن ناحور بن شلوم بن بهفاشاط بن إينامن بن رحيعام بن سليمان بن داود‎). Во времена пророка Закарийи в иерусалимском храме круглосуточно совершались богослужения. Служителями этого храма были люди из рода Харуна. В тот период в Израиле не было пророка и израильтяне стали молить Бога о ниспослании им пророка, и Аллах сделал пророком Закарийю. Он проповедовал среди народа Израиля и призывал их на путь веры, но многие израильтяне отвергли его. После рождения пророка Исы ибн Марьям (Иисуса Христа) израильтяне ворвались в дом Закарийи и убили его.

## Воспитание Марьям
Закарийя был мудрым и праведным человеком из детей Израиля. Он был избран воспитателем-опекуном Марьям (мать Исы) по жребию, когда она была маленькой и благодаря ему она смогла выучить Таурат (Тору). Он был мужем тётки Марьям по матери, и таким образом, Яхья и Иса являются родственниками.
Закарийя наблюдал много чудес, которые Аллах творил с Марьям. Например, он находил у неё летние фрукты зимой, и зимние плоды летом, и когда спрашивал, откуда она их взяла, то Марьям отвечала, что это от Аллаха(Коран, 3: 37).

## Рождение пророка Яхьи
В возрасте около 100 лет у Закарийи не было детей и он стал молить Бога, чтобы Он дал ему потомство. Когда Закарийя однажды молился Аллаху в михрабе, к нему пришли ангелы и предсказали, что от него родится пророк Яхья. Закарийя не поверил этому и попросил дать ему знамение. Аллах отнял у него способность к речи на три дня в качестве знамения о рождении Яхьи.
После этого у Закарийи, родился сын Яхья. Пророк Яхья родился за полгода до рождения пророка Исы и помогал ему в проповеди среди своего народа.

## Закарийя в Коране
- Оценки: 6:85, 19:2, 19:7-8, 21:90
- Желание иметь детей: 3:38, 19:3-6, 21:89
- Осуществление желания: 3:39-40, 19:7-9, 21:90
- Трёхдневное молчание: 3:41, 19:10-11